# Палата по патентным спорам
Отделение «Палата по патентным спорам» является структурным подразделением ФГБУ «Федеральный институт промышленной собственности» (ФИПС), которое, в свою очередь, осуществляет все необходимые действия, связанные с регистрацией интеллектуальной собственности.

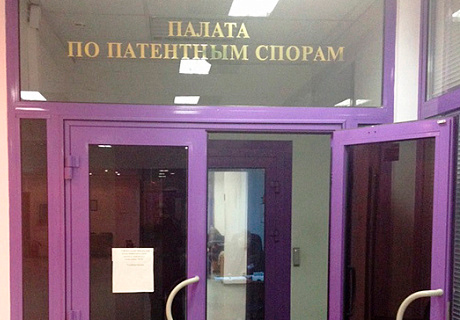
Палата по патентным спорам

Располагается в Москве. Почтовый адрес: 125993, Москва, Г-59, ГСП-5, Бережковская наб., 30.
Палата по патентным спорам осуществляет деятельность, связанную с защитой прав в области интеллектуальной собственности, например рассмотрение возражений на отказ в выдаче патента.
Согласно ст. 1248 Гражданского кодекса Российской Федерации защита интеллектуальных прав в отношениях, связанных с подачей и рассмотрением заявок на выдачу патентов на изобретения, полезные модели, промышленные образцы, селекционные достижения, товарные знаки, знаки обслуживания и наименования мест происхождения товаров, с государственной регистрацией этих результатов интеллектуальной деятельности и средств индивидуализации, с выдачей соответствующих правоустанавливающих документов, с оспариванием предоставления этим результатам и средствам правовой охраны или с её прекращением, осуществляется в административном порядке. Принятый по итогам оспаривания в административном порядке акт Роспатента может быть обжалован в судебном порядке.
Таким образом, административный порядок пересмотра решений Роспатента является обязательным и только после принятия решения Палатой по патентным спорам возможно обращение в суд. Обжалование решения Роспатента напрямую в Суд по интеллектуальным правам без первоначального рассмотрения дела Палатой по патентным спорам влечёт за собой возвращение заявления судом.
К основным задачам Палаты по патентным спорам относятся
- рассмотрение заявлений и возражений на решения по результатам экспертизы заявок на товарные знаки и подготовка по ним проектов решений Роспатента;
- рассмотрение заявлений и возражений, касающихся признания недействительным предоставления правовой охраны товарным знакам, и подготовка по ним проектов решений Роспатента.
- обеспечение представительства Роспатента и ФИПС в судебных и иных правоохранительных органах (за исключением трудовых и хозяйственных споров), в том числе в Суде по интеллектуальным правам.